# Naso (Włochy)
Naso – miejscowość i gmina we Włoszech, w regionie Sycylia, w prowincji Mesyna.
Według danych na rok 2004 gminę zamieszkiwało 4512 osób, 125,3 os./km².